# Muki Cur
Muki Cur (hebrejsky: מוקי צור, celým jménem Šmu'el Cur, hebrejsky: שמואל צור; narozen 1938) je izraelský spisovatel, životopisec, pedagog, editor a historik věnující se židovskému osídlení země izraelské, kibucovému hnutí a jejich osobnostem. Podle novináře Davida Twerskyho je předním myslitelem a pedagogem v rámci kibucového hnutí.

## Biografie
Narodil se v Jeruzalémě do rodiny diplomata Ja'akova Cura. Část dětství prožil v Argentině, Uruguayi a Francii kde jeho otec působil jako izraelský velvyslanec. Po službě v Nachalu se usídlil v kibucu Ejn Gev, kde žije od roku 1956. Vystudoval židovskou filosofii a kabalu na Hebrejské univerzitě v Jeruzalémě.
Je autorem několika historických knih věnujících se počátkům kibucového hnutí. Z biografických knih se věnoval například básnířce Ráchel.
Mimo kariéry spisovatele a historika též působil sedm let jako tajemník kibucového hnutí ha-Tnu'a ha-kibucit ha-me'uchedet. Patří též mezi zakladatele sekulární ješivy BINA v Tel Avivu a umělecké školy ha-Midraša v Oranim.